# تئاتر رپرتوری برکلی
تئاتر رپرتوری برکلی (به انگلیسی: Berkeley Repertory Theatre) یک شرکت نمایش محلی در برکلی کالیفرنیاست که سال ۱۹۶۸ میلادی تأسیس شد. سال ۲۰۰۱ تماشاخانهٔ رودا هم به املاک مجموعه افزوده شد.